# Moca chlorosoma
Moca chlorosoma är en fjärilsart som beskrevs av Edward Meyrick 1906. Moca chlorosoma ingår i släktet Moca och familjen Immidae. Inga underarter finns listade i Catalogue of Life.